# Катед Доа
Катед Доа (фр. Casteide-Doat) насеље је и општина у југозападној Француској у региону Аквитанија, у департману Атлантски Пиринеји која припада префектури По.
По подацима из 2011. године у општини је живело 137 становника, а густина насељености је износила 25,66 становника/km². Општина се простире на површини од 54 km². Налази се на средњој надморској висини од 297 метара (максималној 345 m, а минималној 227 m).

## Демографија
| 1962. | 1968. | 1975. | 1982. | 1990. | 1999. | 2011. |
| ----- | ----- | ----- | ----- | ----- | ----- | ----- |
| 145   | 138   | 131   | 130   | 129   | 131   | 137   |

График промене броја становника у току последњих година